# Daihatsu Terios Kid
Der Terios Kid (jap. テリオスキッド) ist ein Kei-Car-SUV des japanischen Herstellers Daihatsu. Dieser wurde 1998 auf einigen Märkten eingeführt und basiert auf der ersten Generation der Daihatsu Terios. Weitere Schwestermodelle sind der Toyota Cami sowie der Dario Terios.

## Geschichte
Der Terios Kid wurde 1998 eingeführt um junge Kunden anzusprechen. Das Modell wurde im Gegensatz zu dem Daihatsu Terios und dem Dario Terios kürzer gehalten und bekam ein Sport-Paket verpasst, das das Popup-Design des Fahrzeuges unterstrich. Das Modell ist ein direkter Konkurrent des Mitsubishi Pajero Mini und war einst Konkurrent des Mitsubishi Pajero iQ.
Beim Terios Kid kann der Käufer sich zwischen zwei verschiedenen Ottomotoren mit jeweils 600 cm³ Hubraum entscheiden. Es besteht die Wahl zwischen einem EF-DEM- mit 45 kW/60 PS oder dem 47 kW/63 PS starken EF-DET-Motor. Zur Grundausstattung des Terios Kid gehören ABS, zuschaltbarer Allradantrieb, Turbolader, zusätzlicher Motorkühler, gesicherte und nicht brennbare Leitungen, Klimaanlage sowie Radio nach Wunsch mit Kassettenfach oder CD-Spieler.
Nach mehreren schweren Unfällen, bei denen der Terios Kid beteiligt war, bekam das Unternehmen vielerlei Berichte über diverse Mängel und Schwachstellen an der Karosserie. Diese wurden im November 2000 schließlich von Daihatsu vollends beseitigt.
2002 wurde der Terios Kid erstmals vom japanischen Ministerium für Infrastruktur, Transportwesen und Verkehrssicherheit verschiedener Crashtests und der Einzelteileuntersuchung unterzogen. Hierbei wurde der Terios Kid für die Sicherheit des Fahrgastraumes mit insgesamt fünf Sternen ausgezeichnet. Der Rang mit sechs Sternen wurde knapp verfehlt, da das Modell einen Punktabzug aufgrund der mangelhaften Sicherheit des Fahrersitzes bekam. Beifahrersitz und die hintere Rücksitzbank hatten jedoch die maximal mögliche Punktezahl erhalten.
Im August 2006 wurde der Terios Kid einer technischen Generalüberholung unterzogen um das Modell dem aktuellen Stand der Technik anzupassen. Am Design, Interior oder der Sonderausstattung gab es keine Veränderungen. Diese bezogen sich hauptsächlich auf dem Motorenbereich sowie der Radaufhängung.
2012 wurde die Produktion eingestellt.

## Ausstattungsvarianten
In folgenden Ausstattungsvarianten wird der Terios Kid ausgeliefert:
- S ⇒ Standardversion
- L ⇒ Light; wird mit wenigen zusätzlichen Accessoires ausgeliefert
- LX ⇒ Luxury; wird mit Dekorausstattung ausgeliefert und einer vielzahl von Sonderausstattung
- X ⇒ 2+2-Sitzer; für Gewerbetreibende gedacht
- Custom L ⇒ Lightversion mit Alufelgen und wenigen zusätzlichen Accessoires; mit Spoiler
- Custom X ⇒ 2+2-Sitzer mit Ausstattungsmöglichkeit auf Basis seines Berufsfeldes; mit Spoiler und nach Wunsch auch mit Innendekor

Übersicht der Modellcodes
- Allradantrieb, 1998.10–2012.06: J111G
- Hinterradantrieb, 2000.01–2012.06: J131G